# Haluk Yıldırım
Haluk Yıldırım (1972.) je bivši turski košarkaš i državni reprezentativac. Igrao je na mjestu krila. Visine je 202 cm. Igrao je u Euroligi sezone 1998./99. za turski Ülkerspor iz Istanbula. 